# Pipiza flavimaculata
Pipiza flavimaculata är en tvåvingeart som beskrevs av Matsumura 1918. Pipiza flavimaculata ingår i släktet gallblomflugor, och familjen blomflugor. Inga underarter finns listade i Catalogue of Life.